# 罗曼斯迪松佐
罗曼斯迪松佐（義大利語：Romans d'Isonzo），是意大利戈里齐亚省的一个市镇。总面积15平方公里，人口3740人，人口密度249.3人/平方公里（2009年）。ISTAT代码为031015。